# Baons-le-Comte
Baons-le-Comte är en kommun i departementet Seine-Maritime i regionen Normandie i norra Frankrike. Kommunen ligger i kantonen Yvetot som tillhör arrondissementet Rouen. År 2022 hade Baons-le-Comte 336 invånare.

## Befolkningsutveckling
Antalet invånare i kommunen Baons-le-Comte
| Referens: INSEE |